# Adventure Construction Set
Adventure Construction Set (ACS) ist ein Computerprogramm zur Erstellung von Computerspielen im Stil des Rollenspiels Ultima. Es wurde 1985 vom US-amerikanischen Entwickler und Publisher Electronic Arts für die Heimcomputer Commodore 64 und Apple II veröffentlicht; später entstanden auch Portierungen für den Commodore Amiga (1986) und für PCs mit dem Betriebssystem MS-DOS (1987).

## Technik
Das Programm besteht aus einem grafischen Editor zur Erstellung der Spielwelt-Landkarten, der Platzierung der Gegner und weiterer Gegenstände und Ereignisse. Ein Spiel kann maximal 250 begehbare Orte, 500 NPCs und 5000 Gegenstände enthalten. Wie bei klassischen Rollenspielen üblich können dem Spieler und NPCs Charakterwerte wie Kraft oder Geschicklichkeit zugeordnet werden, die durch Ausrüstung oder (im Falle des Spielers) durch siegreiche Kämpfe positiv beeinflusst werden können. Es besteht die Möglichkeit, die Spielwelt vom Computer ausbauen zu lassen.
Nach Fertigstellung eines Spiels kann der Autor es so abspeichern, dass es auch ohne das Adventure Construction Set spielbar und für Dritte nutzbar ist. Die Steuerung der Spiele erfolgt über einen Joystick. Das ACS wurde mit einem vollständigen Spiel, Rivers of Light, ausgeliefert, das zur damaligen Zeit vergleichbar mit anderen Rollenspielen auf dem Markt war. Weiterhin lagen dem Programmpaket andere Beispielspiele bei, die den Leistungsumfang des Programms aufzeigten.

## Entwicklungsgeschichte
Das Programm wurde von Stuart Smith geschrieben. Produziert wurde es von Don Daglow, die Grafiken stammten von Connie Goldman, die Musik wurde von Dave Warhol geschrieben.

## Rezeption
Die deutsche Happy Computer lobte die einfache und komfortable Bedienung des Editors, kritisierte aber die dessen langsame Geschwindigkeit - beim Editieren entferntere Punkte der zweidimensionalen Spielwelt zu erreichen, könne sehr lange dauern. Das mitgelieferte Beispielspiel Rivers of Light sei „ein komplettes Abenteuer, sehr ideenreich und gut gelungen“. Der Aktuelle Software Markt lobte die Idee hinter der Software, die „selbst erfahrene D+D-Interessierte (...) begeistern wird“. Das Programm sei „eine wirklich runde Sache“; als einzigen Nachteil benannte Redakteur Uwe Winkelkötter die Tatsache, dass das Adventure Construction Set nur auf Diskette und nicht auf den damals noch gängigen Kassetten ausgeliefert wurde.
Das US-Magazin Computer Gaming World lobte den Funktionsumfang des Programms, kritisierte aber den hohen Zeitaufwand selbst für simple Spiele. Das US-Magazin Compute! stellte heraus, dass die mit dem Adventure Construction Set erstellten Spiele zwar nicht mit der „superben Grafik und dem raffinierten Gameplay“ von Spielen wie denen der Ultima-Serie mithalten könnten, aber dennoch „ziemlich spielbar“ seien. Redakteur Orson Scott Card monierte, das Benutzerinterface des Programms sei von einem „Murksmonster aus der untersten Hölle“ gestaltet worden und sei explizit nutzerfeindlich.
Das Programm war einer der größten Erfolge von Electronic Arts im Jahre 1985 und wurde mit einem SPA Gold Disk Award ausgezeichnet.